# Wierzchówka (potok)
Wierzchówka (Kluczwoda) – potok, lewobrzeżny dopływ Rudawy o długości 9,01 km.
Potok płynie przez Wyżynę Krakowsko-Częstochowską. Jego krasowe źródła znajdują się w miejscowości Wierzchowie. Potok spływa przez Dolinę Kluczwody. Na dolinie tej tworzy liczne zakręty (kluczy). Od nazwy potoku pochodzi nazwa doliny. Na zboczach potoku istnieją duże wapienne skały z okresu górnej jury. Najwybitniejsze z nich to: Mączne Skały, Zamkowa Skała (zwana też Zamczyskiem) z ruinami zamku, Rogata Turnia, Szeroka Skała, Przecięta Skała, Turnia Potockiego, Przedroślę, Leśna Baszta, Gackowa Baszta i Skała nad Źródłem. Potok uchodzi do Rudawy w Zabierzowie.
W okresie Polski rozbiorowej przez koryto potoku biegła granica między zaborem austriackim i rosyjskim. W środkowej części doliny Kluczwody poniżej Mącznych Skał potok przekracza szlak turystyczny. Po obu jego stronach na prywatnej posesji odtworzone zostały słupy graniczne obydwu tych zaborów. Naprzeciwko Zamkowej Skały i poniżej niej potok przepływa przez chronione tereny rezerwatu przyrody Dolina Kluczwody.